# Trial de Sant Llorenç 1987
L'edició de 1987 del Trial de Sant Llorenç fou la 21a d'aquesta prova, organitzada pel Motor Club Terrassa. El trial era la primera prova del Campionat del Món d'aquell any i tingué lloc el 5 de març a Sant Llorenç de Morunys, Solsonès. Hi participaren 103 pilots, els quals hagueren de superar 21 zones repartides al llarg d'un recorregut que calia completar 2 vegades.
La dificultat de les zones marcades en aquesta ocasió va fer que molts pilots esmercessin més temps de l'habitual en el seu estudi, propiciant que molts d'ells -favorits inclosos- exhaurissin el temps límit establert (7 hores i 20 minuts) i acabessin desqualificats. De fet, només 36 dels 103 pilots que la començaren aconseguiren acabar la prova.

## Classificació
| Posició | Pilot              | Motocicleta | Punts |
| ------- | ------------------ | ----------- | ----- |
| 1       | Lluís Gallach      | Mecatecno   | 59    |
| 2       | Thierry Michaud    | Fantic      | 71    |
| 3       | Gabino Renales     | Gas Gas     | 77    |
| 4       | Philippe Berlatier | Montesa     | 90    |
| 5       | Thierry Girard     | Yamaha      | 90    |
| 6       | Joan Freixas       | Merlin      | 94    |
| 7       | Tony Scarlett      | JCM         | 95    |
| 8       | Bernie Schreiber   | Fantic      | 120   |
| 9       | Michel Traini      | Beta        | 125   |
| 10      | Eric Lejeune       | Garelli     | 127   |